# Riksmål
Riksmål, Noors voor Rijkstaal, is de meest conservatieve vorm van de Noorse schrijftaal. Deze taalvariant is zeer sterk beïnvloed door het Deens.
Na vele jaren van wisselende Zweedse en Deense overheersing sloeg kort na de onafhankelijkheid van Noorwegen ook de Noorse schrijftaal zijn eigen weg in. Aanvankelijk werd geopteerd voor een schrijftaal die hoofdzakelijk op de Deense standaardtaal gebaseerd was, met tevens vele elementen van verschillende Noorse dialecten. De Deense basis was vooral omdat er voor te veel Zweedse invloed werd gevreesd. Na veel overleg werd in 1907 uiteindelijk de eerste echte standaardtaal van de modern-Noorse taal geïntroduceerd onder de naam Riksmål.
In 1929 werd de naam van het Riksmål veranderd in Bokmål, Boekentaal. Omdat er bij deze verandering ook enkele woorden en gebruiken uit het Nynorsk (Nieuwnoors) werden overgenomen, en deze tegemoetkoming bij de conservatiefste Riksmålaanhangers op protest stuitte, bleven deze hun taalvariant Riksmål noemen. In 1981 werden onder druk van deze groep een aantal Deensachtige vormen die eerder afgeschaft waren, opnieuw toegelaten in het Bokmål.